# Моше Лобель
Моше Лобель (англ. Moshe Lobel) — американський актор, режисер і музикант. Найбільш відомий завдяки головній ролі в українсько-їдишній драмі «Шттл», прем'єра якої відбулася 2022 року на Лондонському кінофестивалі і на Римському кінофестивалі.

## Біографія
Лобель виріс у ізольованій їдишомовній хасидській громаді Сатмар в районі Боро-Парк, Бруклін. У 12 років він почав віддалятися від свого хасидського походження, перейшов на англійську мову, зрештою повністю залишивши спільноту. З 16 років не спілкувався із батьком. Вивчав психологію в Єшива-університеті, але переключив свою увагу на театр, залишивши навчання на другому курсі.
За спогадами Моше його бабуся жила на Заході України до депортації 1944 року, пережила Голокост, але втратила 17 братів та сестер, в останні роки страждала деменцією, тому вони не спілкувалися багато.

## Кар'єра
У 2017 році Лобель дебютував Оф-Бродвей у ролі Ральфа в постановці «Пробудись і співай!» Кліффорда Одетса. 2018 року дебютував на телебаченні в серіалі HBO «Високий рівень обслуговування». Пізніше того ж року він приєднався до акторського складу фільму «Скрипаль на даху на їдиші» режисера Джоела Грея і з'явився у фільмі «Вігілія» від Blumhouse Productions.
Разом із письменницею Етаї Шухатовіц (англ. Etai Shuchatowitz) Лобель створив, режисерував і зіграв головну роль у псевдодокументальному серіалі «Невимовний геній», за участю Джекі Гоффман та Стівена Тоболовскі.
2021 року виконав головну роль у драмі на їдиші «Шттл» із Солом Рубінеком. Фільм розповідає про 24 години із життя єврейського містечка напередодні операції «Барбаросса». Стрічку знімали в Україні за півроку до повномасштабного російського вторгнення в Україну. Прем'єра фільму відбулася на Лондонському кінофестивалі 2022 року і через тиждень стрічка отримала приз глядацьких симпатій на Римському кінофестивалі. Його мати була на прем'єрі у Римі.
В Україні прокат почався 26 жовтня 2023 року.

## Фільмографія
| Назва                           | Роль                  | Примітки                                                               |
| ------------------------------- | --------------------- | ---------------------------------------------------------------------- |
| «Високий рівень обслуговування» | гість на човлент      |                                                                        |
| «Вігілія»                       | Лазер                 |                                                                        |
| «Невимовний геній»              | Адам Ґолдберґ         | також режисер і продюсер                                               |
| «Закон Лейбніца»                | Співрежисер, продюсер | Постпродакшн                                                           |
| «Shttl»                         | Менделе               | Переможець: Приз глядацьких симпатій на Римському кінофестивалі (2022) |